# أولاد سيدي علي واركو (أولاد سيدي علي واركو)
أولاد سيدي علي واركو هو دُوَّار يقع بجماعة الشلالات، عمالة المحمدية، جهة الدار البيضاء سطات في المملكة المغربية. ينتمي الدوّار لمشيخة أولاد سيدي علي واركو التي تضم دوار واحد. يقدر عدد سكانه بـ 3018 نسمة حسب الإحصاء الرسمي للسكان والسكنى لسنة 2004.

## روابط خارجية
- البوابة الوطنية للجماعات الترابية
- المندوبية السامية للتخطيط